# Polos

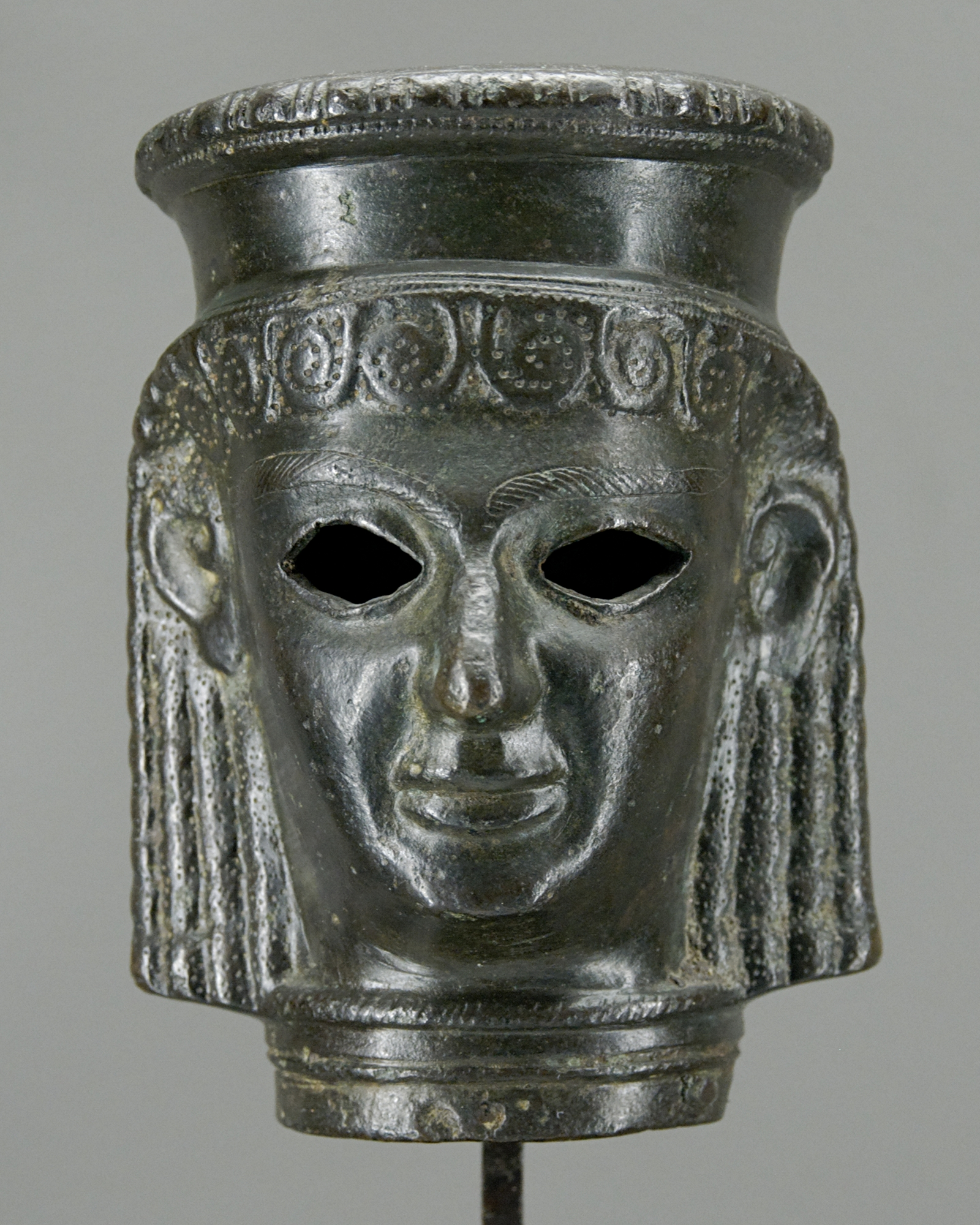
Cap de bronze amb una polos, al museu del Louvre

Polos, en plural Poloi (en grec πόλος) és una corona alta cilíndrica adoptada pels antics grecs en les representacions de les deesses mare Hera, Rea i Cíbele, originària de les deesses mitològiques de l'Antic Orient Pròxim. Normalment estava oberta per dalt, per on sortien els cabells pels costats. S'ha trobat més sovint a estàtues de terracota de dones de la civilització micènica; a l'Època Clàssica, les cariàtides de l'Erectèon d'Atenes sostenen el porxo sobre les seves poloi i, una corona que porta la reina egípcia Nefertiti a nombroses representacions, té molta semblança a una polos.